# 히트 앤 런 (영화)
《히트 앤 런》(영어: Hit and Run)은 2012년에 공개된 미국의 액션 코미디 영화이다. 댁스 셰퍼드와 데이비드 파머가 공동 연출하였다(이들은 2010년 《브라더스 저스티스》에서 처음으로 공동 작업했다). 이 영화에는 셰퍼드의 아내 크리스틴 벨, 그리고 크리스틴 체노웨스, 톰 아널드, 브래들리 쿠퍼 등이 출연한다. 미국에서 2012년 8월 22일 개봉하였다.

## 출연
- 크리스틴 벨
- 댁스 셰퍼드
- 톰 아널드
- 크리스틴 체노웨스
- 마이클 로즌바움
- 제스 롤런드
- 스티브 에이지
- 브래들리 쿠퍼
- 조이 브라이언트
- 데이비드 케크너
- 라이언 핸슨
- 보 브리지스
- 제이슨 베이트먼
- 숀 헤이스
- 네이트 턱

## 기타 제작진
- 세트: 엘리자베스 캘런스